# Ilan Volkov
Ilan Volkov (Tel Aviv, 8 september 1976) is een Israëlische dirigent. In 2003 werd hij chef-dirigent van het BBC Scottish Symphony Orchestra; de jongste dirigent ooit die die eer te beurt viel. Hij was ook chef-dirigent bij het IJslands Symfonieorkest en sinds 2021 vaste gastdirigent bij het Brussels Philharmonic orkest.

## Biografie
Zijn vader, Alexander Volkov, is een concertpianist met Oekraïense roots en zijn moeder Shulamit Volkov is professor aan de afdeling geschiedenis van de Universiteit van Tel Aviv. De jonge Ilan krijgt les van dirigent Mendi Rodan aan de Rubin Academie in Jeruzalem, waarna hij verder studeert aan de Royal Academy of Music in Londen. Op 19-jarige leeftijd wordt hij benoemd tot "Young Conductor in Association" bij de Royal Northern Sinfonia in Newcastle. Later wordt hij dirigent van Young Sinfonia, het jeugdorkest van de Royal Northern Sinfonia. In 1997 wordt hij ook chef-dirigent van het London Philharmonic Youth Orchestra en in 1999 benoemt dirigent Seiji Ozawa hem tot assistent-dirigent bij het Boston Symphony Orchestra. In een artikel van The Independent vertelt hij over zijn ervaring als "piepjonge" dirigent: "Er hangt echt een stigma aan op jonge leeftijd dirigent worden. Veel mensen zeggen me: 'Jij bent zo jong om al te dirigeren'. Ze denken dat je minstens vijftig moet zijn om op het podium te mogen staan."
In 1998 wordt Volkov dirigent bij het BBC Scottish Symphony Orchestra (BBC SSO) en in januari 2003 wordt hij chef-dirigent van dat orkest. Hij is dan de jongste dirigent ooit die die eer te beurt valt. De Royal Philharmonic Society roept hem in 2004 uit tot Young Musician of the Year, als erkenning voor zijn werk bij de BBC SSO. Toch kondigt hij in september 2007 zijn vertrek als chef-dirigent van het orkest aan, om vaste gastdirigent te worden.
In januari 2011 benoemt het IJslands Symfonieorkest Volkov tot chef-dirigent en muziekdirecteur. In 2014 sluit hij zijn termijn bij dit orkest af met hun debuut op The Proms. Sinds 2012 organiseert en cureert Volkov het Tectonics Festival voor nieuwe muziek, dat plaatsvindt in Reykjavik, naast evenementen in Tel Aviv, Glasgow, Adelaide, New York en Oslo. In 2020 richt hij samen met Ilya Gringolts de I&I Foundation op, een stichting die jonge artiesten ondersteunt bij de ontwikkeling en uitvoering van nieuwe muziek.
Volkov werkt daarnaast met orkesten zoals BBC Symphony Orchestra, Staatsorchester Stuttgart, City of Birmingham Symphony, SWR Symphonieorchester, Atlanta Symphony, Seoul Philharmonic Orchestra, Ensemble InterContemporain, WDR Sinfonieorchester en Oslo Filharmoniske Orkester. In maart 2021 treedt Volkov als gastdirigent op met het Brussels Philharmonic orkest. Na nog twee gastoptredens met dit orkest wordt in februari 2022 zijn benoeming als vaste gastdirigent aangekondigd, met ingang van het seizoen 2022-2023. Zijn taak bestaat uit "het traject rond hedendaagse muziek verder verdiepen en uitwerken, met een duidelijke focus op zowel uitvoering als onderzoek". Hij benadert het orkest als "een dynamisch laboratorium" en overziet een structurele samenwerking met het Ictus Ensemble.
Volkov heeft als specialisatie het opnemen van lang niet uitgevoerde of nooit eerder opgenomen werk van minder bekende artiesten, met een voorkeur voor muziek die geschreven werd "tussen 1909 en de jaren twintig". Volkov heeft verschillende opnames gemaakt voor het Hyperion-label.
Volkov en zijn partner Maya Dunietz hebben een dochter, Nadia, die in augustus 2007 geboren werd in Israël. Samen met jazzmuzikant Assif Tsahar baat hij de concertruimte Levontin7 in Tel Aviv uit.

## Onderscheidingen
- 2004 - Young Musician of the Year award van de Royal Philharmonic Society.[20]
- 2008 - Gramophone contemporary music award voor de cd Body Mandala, met werk van componist Jonathan Harvey.[21][22]

- 2009 - Gramophone award "Concerto category" voor de cd "Britten - Piano Concerto".[23]

- 2011 - Monaco Prize en de Prix Caecilia de l'Union de la Presse Musicale Belge voor de cd Speakings van componist Jonathan Harvey.[24][25][26]